# USS Chiwaukum (AOG-26)
USS Chiwaukum (AOG-26) – amerykański tankowiec typu Mettawee z okresu II wojny światowej.
Stępkę jednostki położono w stoczni East Coast Shipyard Inc. w Bayonne (stan New Jersey). Zwodowano go 4 maja 1944, matką chrzestną była A. H. Moore. Jednostka została nabyta przez US Navy i weszła do służby 25 lipca 1944, pierwszym dowódcą został Lieutenant C. S. Hoag, USCGR.

## Służba w czasie wojny
Po opuszczeniu Norfolku 23 września 1944 „Chiwaukum” popłynął na Arubę, by załadować ładunek. Następnie odpłynął do Espiritu Santo, gdzie dopłynął 26 listopada, w międzyczasie przechodząc przez Kanał Panamski.
Bazował w Espiritu Santo do 2 grudnia, gdy wyszedł w kierunku Nowej Gwinei. Tam operował jako benzynowiec do 18 stycznia 1945. Tego dnia zameldował się na Filipinach, by pełnić podobną służbę. Z Samar wyszedł 12 grudnia 1945 i do San Francisco dotarł 9 lutego. Pozostawał tam do 17 kwietnia, gdy otrzymał rozkaz wyruszenia do Norfolku. Do tego portu dotarł 16 maja.

## Wycofanie ze służby
„Chiwaukum” został wycofany ze służby 31 maja 1946. Przekazany Turcji 10 maja 1948. Otrzymał nazwę TCG „Akpınar”. Dalsze losy nieznane.

## Medale i odznaczenia
Załoga jednostki była uprawniona do noszenia następujących odznaczeń:
- Medal Kampanii Amerykańskiej
- Medal Kampanii Azji-Pacyfiku
- Medal Zwycięstwa w II Wojnie Światowej
- Philippines Liberation Medal